# 彦坂元正
彦坂元正（?—1634年2月5日），日本戰國時代至江戶時代初期的武將。代官頭。初名元成。三河國國人。父親是彦坂光景。與同樣以奉行身份仕於德川家康的彦坂光正同族。

## 生平
生年不詳，家中嫡男。與在今川氏沒落後仕於家康的父親一同以代官活動。天正11年（1589年），以奉行身份，負責在當時德川氏領有的三河國、遠江國、駿河國、甲斐國、信濃國進行總檢地。翌年（1590年），在後北條氏滅亡後，跟隨移封至關東的家康，與天野康景、板倉勝重等人一同被任命為江戶町奉行，為江戶的發展作出貢獻，主要負責檢地和街道整備。
慶長5年（1600年），在關原之戰中，作為大久保長安、伊奈忠次等三目代之一，擔任小荷駄奉行等，進行後方支援。戰後，負責接收石田三成的居城佐和山城、毛利氏支配的石見銀山等。在江戶幕府成立後，與大久保長安、伊奈忠次、長谷川長綱等人一同被任命為關東代官，在相模國岡津（現今神奈川縣橫濱市泉區）設置陣屋（岡津陣屋），主要管轄東海道方面的幕府直轄領。另外，亦被任命為伊豆國的金山奉行。
慶長6年（1601年），在制定東海道，巡檢各個宿場等，與大久保長安一同整備一里塚和傳馬，並與大久保長安、伊奈忠次等人一同在「御傳馬之定」中連署。在處理民政上有許多功績，在完成一定開發後，得到家康的信賴，不過在慶長11年（1606年）被罷免，與兒子元網、弟弟宗有等人一同被改易、退役。理由有把無聊的管理業務給予他人負責、或在代官所的貢金不正等，詳細情況不明。在寬永11年1月8日（1634年2月5日）死去。